# Hellawes
Hellawes la hechicera es un personaje de la recopilación de leyendas artúricas del siglo XV Le Morte d'Arthur, de Thomas Malory. Es la señora del castillo Nygurmous («de la nigromancia»), asociada al episodio de la capilla peligrosa en una de las aventuras de Lancelot.

## InLe Morte d'Arthur
Hellawes es una hechicera traicionera a la que Sir Lancelot encuentra en su búsqueda de una espada sagrada y un paño especial para curar a su vasallo herido, Sir Meliot de Logres. Hellawes es la viuda de Sir Gilbert el Bastardo, recientemente asesinado por Meliot, y había maldecido mágicamente a Meliot para que sus heridas de la pelea no sanaran. En la historia, ella consigue atraer al caballero a su temible y peligrosa capilla, pero Lancelot -que ha sido el objeto de su amor obsesivo y no correspondido durante siete años- escapa con éxito con los objetos que necesitaba para curar a Meliot.
Un personaje de nombre similar pero diferente, que también aparece en Le Morte d'Arthur de Malory, es Lady Annowre del Bosque Peligroso. Annowre es una malvada hechicera que conspiró para matar a Arturo por el amor que le profesaba tras haber sido despreciada.